# Friant Dam
Friant Dam je betonová tížinná (gravitační) přehrada, ležící na řece San Joaquin v centrální Kalifornii ve Spojených státech na hranici okresů Fresno a Madera. Byla vybudována mezi lety 1937 a 1942 americkým úřadem pro kultivaci (U.S. Bureau for Reclamation), jako součást projektu zajišťujícího vodní zásobování jižního údolí San Joaquin a Centrálního údolí jako takového. Přehrada vytváří nádrž nazývanou Millerton Lake o rozloze asi 2 000 ha, která leží 24 km severně od města Fresno.

## Pozadí
V místě kde se dnas nachází přehrada Friant a nádrž Millerton původně stálo stejnojmenné město. To bylo založeno jako vojenská základna v roce 1851 a v roce 1867 se stalo sídlem okresu Fresno. V roce 1880 byla přibližně v místech dnešní Friant Dam zbudována společností Upper San Joaquin Irrigation první hráz. Ta byla postavena z místního kamene a dosahovala délky asi 240 m a výšky asi 1,8 m. Měla za úkol zadržovat vodu z území o rozsahu asi 100 000 ha. Za dva roky po svém zbudování byla ovšem poničena povodněmi a od její opravy bylo upuštěno.
Samotná Friant Dam bylo navržena až ve 30. letech 20. století jako hlavní součást projektu Central Valley, federálního plánu týkajícího se výstavby rozsáhlé sítě přehrad a kanálů na řekách Centrálního údolí, které měly do údolí přivést vodu pro zemědělskou výrobu a zároveň zajistit protipovodňovou ochranu a výrobu elektřiny. Projekt byl schválen v roce 1935 a ve stejném roce bylo na Friant Dam uvolněno počátečních 20 milionů dolarů.
První průzkumy terénu započaly v listopadu 1935 a pokračovaly i na začátku roku 1936. V lednu 1938 byl poblíž města Friant založen dělnický tábor v němž byli ubytováni pracovníci na stavbě přehrady. Uprostřed Velké hospodářské krize přilákala stavba hráze obrovské množství dělníků, řada z nich bydlela v okolních městech v poměrně značné vzdálenosti. Položení základního kamene 5. listopadu 1939 se zúčastnilo více než 50 000 lidí.

## Stavba
Stavba přehrady začala odstřelem a výkopovými pracemi, při kterých bylo vyvezeno asi 917 000 m3 materiálu. Předtím než byl vylit beton hlavního tělesa bylo podloží zpevnění injektáží v 725 vrtech a byly tak zaplněny trhliny které by jinak mohly způsobit nestabilitu přehrady. Beton použitý při stavbě pocházel z 4,8 km vzdáleného lomu v záplavové zóně po proudu řeky San Joaquin. Na místě výkopů bylo objeveno 150 kg zlata v tehdejší hodnotě asi 176 000 dolarů. Jedna z odboček Southern Rail Road pak dodávala suroviny do betonárky sousedící se stavbou, která byla schopna vyrobit 4 600 m3 betonu za hodinu. V červenci 1940 byla řeka San Joaquin odkloněna pomocí dřevěných žlabů a mohly začít práce na samotných základech.
29. července byla do hlavního těla hráze vylita první várka betonu. V souvislosti se snahou stavět co nejvíce plynule, bylo těleso hráze skládáno z bloků o rozměrech 15 m². Beton byl dopravován pomocí obřího ocelového podstavce vysokého 64 m a dlouhého 670 m, podél něhož jezdily malé motorové vozíky, dopravující kbelíky betonu z betonárky. Dva portálové jeřáby vyzvedávaly kbelíky z vozíků a lily je do form. V létě 1941 dosáhl počet pracovníků na stavbě svého vrcholu s 1500 zaměstnanci a v srpnu padl s 174 000 m³ rekord v počtu vylitého betonu za měsíc. Z obavy před odkloněním části pracovních sil na rozkaz War Production Board, kvůli 2. světové válce se inženýři snažili dostavět hlavní hráz co nejrychleji. Vrcholu hráze bylo dosaženo 16. června 1942, pouhé dva roky po namíchání první várky betonu. Nicméně v důsledku rozkazu WPB zůstaly nedokončené přepady, uvolňovací ventily i odvodňovací kanály.
Každopádně ani válka nezastavila stavbu úplně. Ani ne rok po ukončení stavby, WPB uvolnila síly k dokončení kanálu Madera a k instalaci ventilů na přehradě které byly podle jejích vlastních slov "nezbytné k pro vojenské zásobování jídlem a výrobu tkanin." Dvojice kontrolních ventilů byla vypůjčena z přehrady Hoover a napouštění nádrže započalo 21. února 1944. Práce na kanálu Madera (menším ze dvou zavlažovacích kanálů, kterým přehrada sloužila jako zdrojnice) byly dokončeny v roce 1945 a po celé jeho délce se voda poprvé rozběhla 10. června 1945.
Dílo bylo oficiálně slavnostně otevřeno 9. června 1949 kalifornským guvernérem Earlem Warrenem, který prohlásil že voda dodávaná přehradou a jejími kanály pomůže vytvořit z Central Vally nový ráj. Ceremoniílu se zúčastnilo více než 3 000 lidí, především obyvatel San Joaquin Valley.

## Činnost a funkce
Přehrada slouží především k regulaci kolísajícího průtoku řeky San Joaquin a pomocí kanálů Madera a Friant-Kern také k přerozdělování vody určené pro zavlažování. Kanál Friant-Kern je dlouhý 244,3 km, průtok 140 m³/s a od přehrady míří jižním směrem aby se poblíž Bakersfieldu napojil na řeku Kern. Kanál Madera dlouhý 57,8 km, který má kapacitu 28 m³/s se stáčí od přehrady směrem k severu, kde se spojuje s řekou Chowchilla. Kanály společně zajišťují dodávku vody na zhruba 339 000 ha půdy v Central Valley. V roce 1990 měli zemědělci využívající vodu z Friant Dam zisk asi 1,9 miliard dolarů.
Nádrž má běžnou maximální kapacitu 642 062 000 m3, s připočtením rezervy asi 112 000 000 m3 vody se pak může dostat na kapacitu 754 000 000 m3 vody. Asi 210 000 000 m3 (32,7% běžné provozní kapacity) je udržováno jako rezerva pro případ povodní a zvýšeného stavu vody v období od října do ledna. V jarním období (únor až červen) je rezerva zvyšována na 481 700 000 m3 (75% provozní kapacity) v důsledku tání sněhu v pohoří Sierra Nevada vznikají povodně. 97 km po proudu řeky San Joaquin u města Mendota je běžný průtok asi 180 m³/s nebo menší ale během tání sněhu se často výrazně zvyšuje a způsobuje škody.
Na přehradě jsou osazeny turbíny s maximálním výkonem až 25 MW. Koryto kanálu Friant-Kern je osazeno kaplanovou turbínou o výkonu 15 MW, koryto kanálu Madera pak menší turbínou o výkonu 8 MW. Nejmenší 2 MW turbína je umístěna přímo pod hrází na lokální zdrojnici, která zásobuje vodou místní zemědělce.